# 芒特薩維奇 (馬里蘭州)
芒特薩維奇（英語：Mount Savage）是位於美國馬里蘭州亞利加尼縣的一個普查規定居民點。

## 人口
根據2020年美國人口普查的數據，芒特薩維奇的面積為2.48平方千米，當中陸地面積為2.48平方千米，而水域面積為0.00平方千米。當地共有人口733人，而人口密度為每平方千米295.56人。